# Augstkalnes pagasts
Augstkalnes pagasts er en territorial enhed i Tērvetes novads i Letland. Pagasten havde 1.142 indbyggere i 2010 og omfatter et areal på 64,60 kvadratkilometer. Hovedbyen i pagasten er Augstkalne.